# Silverryggig tangara
Silverryggig tangara (Stilpnia viridicollis) är en fågel i familjen tangaror inom ordningen tättingar.

## Utseende och läte
Silverryggig tangara är en kompakt tangara. Hanen är svart med ljusare blått på ovansida och flanker och mörkare blå vingar. En orangefärgad fläck sträcker sig nerför strupen och bak mot kinderna. Honan är istället grön med mattorange huvud. Arten är relativt ljudlig för att vara en tangara och upptäcks ofta genom sin långa, ljusa och sträva sång.

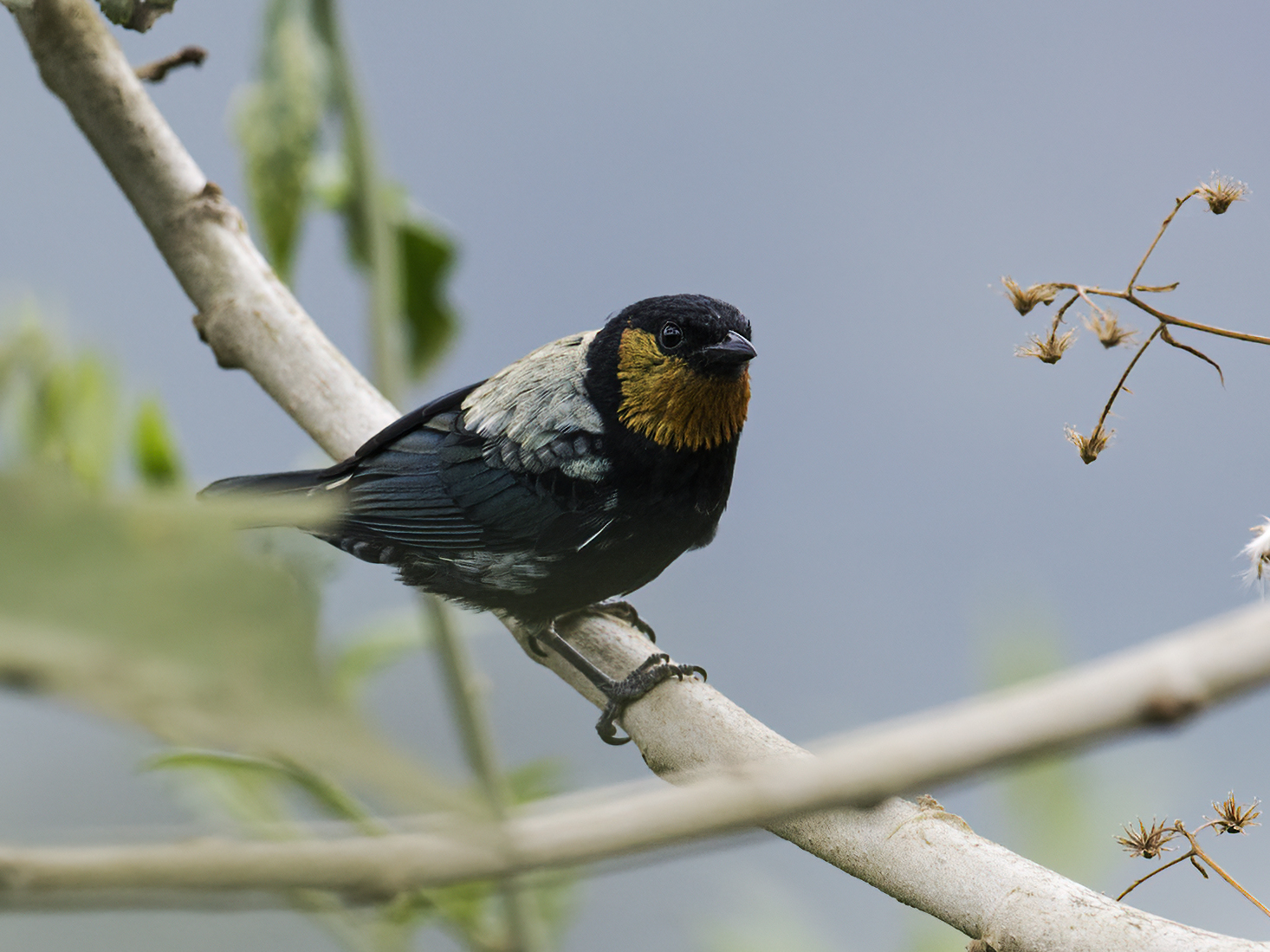
Hane.

## Utbredning och systematik
Silverryggig tangara förekommer i Anderna från södra Ecuador till södra Peru. Den delas in i två underarter med följande utbredning:
- Stilpnia viridicollis fulvigula – förekommer i södra Ecuador och norra Peru
- Stilpnia viridicollis viridicollis – förekommer i centrala och södra Peru

### Släktestillhörighet
Traditionellt placeras arten i släktet Tangara. Genetiska studier visar dock att släktet är polyfyletiskt, där en del av arterna står närmare släktet Thraupis. Dessa resultat har implementerats på olika sätt av de internationella taxonomiska auktoriteterna, där vissa expanderar Tangara till att även inkludera Thraupis, medan andra, som tongivande Clements et al., delar upp Tangara i mindre släkten. I det senare fallet lyfts silverryggig tangara med släktingar ut till släktet Stilpnia, och denna linje följs här.

## Levnadssätt
Silverryggig tangara hittas i bergsskogar på medelhög höjd. Den föredrar skogsbryn och ses födosöka i par i artblandade flockar.

## Status
Arten har ett stort utbredningsområde och beståndet anses stabilt. Internationella naturvårdsunionen IUCN listar den därför som livskraftig (LC).